# Ramiro Musotto
Ramiro José Musotto (La Plata, Argentina, 31 de octubre de 1963 -Salvador de Bahía, Brasil, 11 de septiembre de 2009) fue un compositor, percusionista y productor musical argentino radicado en Brasil desde los años 80.
Luego de pasar su infancia y adolescencia en Bahía Blanca (donde estudió con Carlos Giménez, tocó en la Orquesta Sinfónica de esa ciudad e integró los grupos Mate y La Cumbre), vivió en Salvador durante 12 años. Después se trasladó a Río de Janeiro y en 2004 volvió a Salvador para desarrollar su carrera solista.
Trabajó con artistas como Skank, Lenine (con quien grabó el disco en vivo en París, titulado "In Cité"), Marisa Monte, Marina Lima, Daniela Mercury, Os Paralamas do Sucesso, Caetano Veloso, Gilberto Gil, Lulu Santos, Zeca Baleiro, Adriana Calcanhotto, Titãs, Fernanda Abreu, Sérgio Mendes, Zélia Duncan, Kid Abelha e Gal Costa.
En 2001 lanzó su primer álbum, Sudaka, uno de los trabajos más creativos y originales de música electrónica producidos en Brasil. Grabado en casa y en cuartos de hotel durante las giras con Skank, Sudaka reúne canciones electrónicas no pensadas para el baile, influidas por el anglo-hindú Talvin Singh, basada en la repetición hipnótica del groove, y las recientes experimentaciones electrónicas de Naná Vasconcelos.
En Sudaka coexisten armónicamente cánticos indígenas (Xavantes), música de los pigmeus, el cineasta Glauber Rocha (en Antônio das Mortes), afro-baianidades (mezcla de bloco afro Ilê Aiyê y el grupo de pagode Harmonia do Samba a través de samples) e invitados como Gato Barbieri (legendario saxofonista argentino radicado en Estados Unidos), Lulu Santos y Lelo Zanetti (bajista de Skank).
En 2007 salió "Civilizaçao & Barbarye", con la participación de Arto Lindsay y de Chico César. El nombre del álbum propone superar la dicotomía de Domingo Faustino Sarmiento en su obra Civilización y Barbarie. Ya para su anterior álbum, Musotto decía que "tal vez inconscientemente el mensaje haya sido intentar probar que cosas diferentes y aparentemente incompatibles pueden coexistir en armonía. El pasado y el presente, la 'civilización' y la 'barbarie', el Oriente y el Occidente, lo ultramoderno y lo 'primitivo'".
Ramiro Musotto falleció a los 45 años de edad, a causa de un cáncer de páncreas detectado apenas seis meses antes.

## Discografía
- Sudaka (2001)

1. Caminho
2. Ginga
3. Raio
4. Botellero
5. Bayaka
6. Antonio das Mortes
7. Ijexá
8. Xavantes
9. Torcazas Neuquinas
10. La Danza del Tzcatlipoca Rojo

- Civilizacao & Barbarye (2007)

1. Ronda
2. Ochossi
3. Gwyra Mi
4. M'bala
5. Nordeste / Béradêro
6. Ogum
7. Assanhado
8. Majno ma bi
9. Mbira
10. Yambú

## Videografía
- 2001: Sudaka Ao Vivo
- 2002: Skank: MTV Ao Vivo em Ouro Preto (percusionista)
- 2002: Kid Abelha: "Acústico MTV" - cd e DVD (percusionista)
- 2005: Lenine in Cite (percusionista)
- 2005: Daniela Mercury: Baile Barroco (percusionista)